# Pan Si Dong (pel·lícula de 1927)

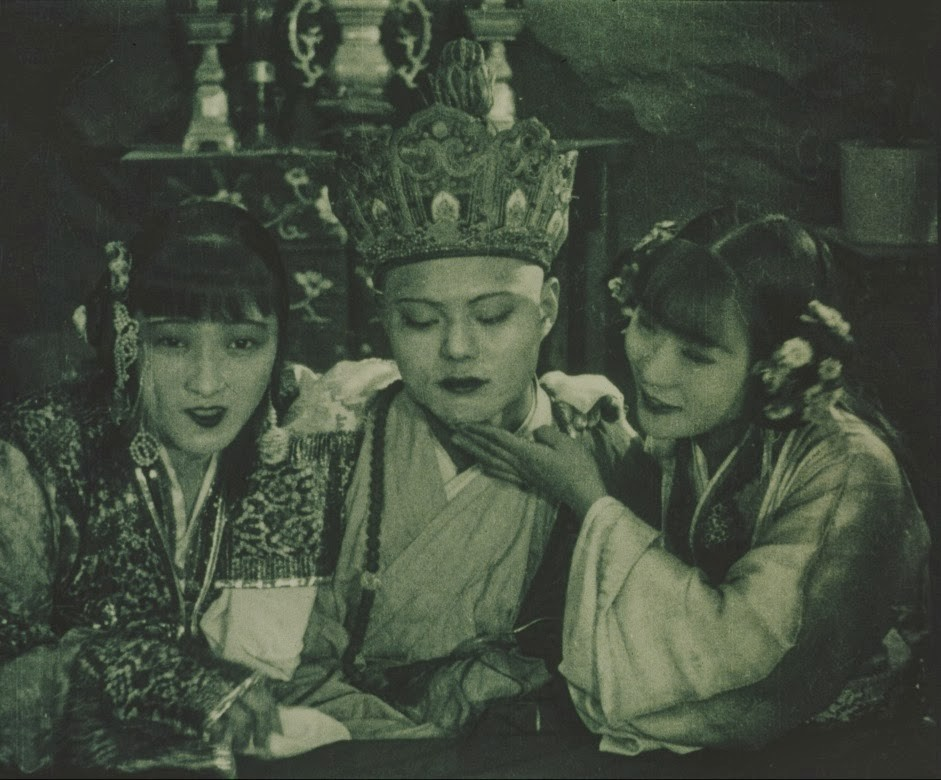
Fotograma de Pan Si Dong (1927)

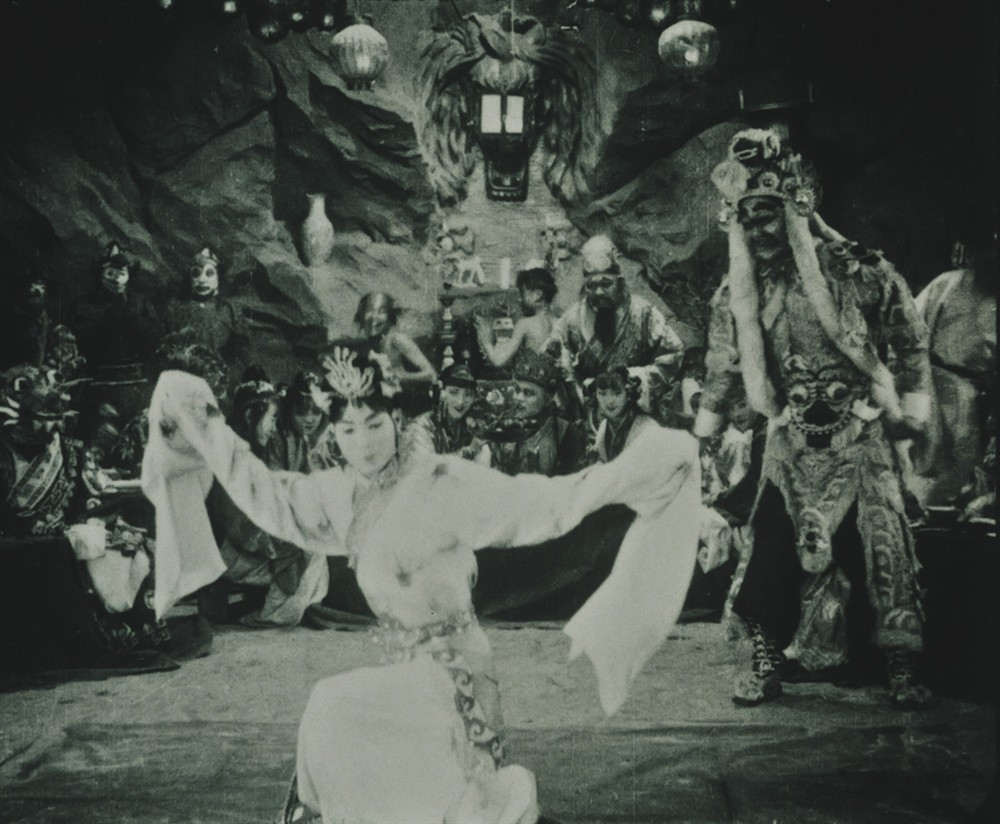
Fotograma de Pan Si Dong (1927)

Pan Si Dong (xinès tradicional: 盤絲洞; xinès simplificat: 盘丝洞) és una pel·lícula xinesa de 1927 dirigida per Dan Duyu i protagonitzada per Yin Mingzhu com el primer esperit aranya. Es basa en un episodi de la novel·la fantàstica Viatge a l'Oest, un clàssic literari xinès escrit durant la dinastia Ming.
La pel·lícula muda de deu rodets va ser produïda per Shanghai Yingxi Company.
Es pensava que era una pel·lícula perduda, fins al 2011, quan es va descobrir una còpia original de Pan Si Dong als arxius de la Biblioteca Nacional de Mo i Rana, Noruega. La pel·lícula es va presentar al festival Films from the South 2013 a Oslo. Es conserven aproximadament seixant minuts dels cent que tenia la pel·lícula, no s'ha trobat la primera bobina i una secció al mig. La còpia noruega ha conservat els intertítols originals xinesos, però inclou acudits addicionals en noruec escrits per al públic local.

## Repartiment
- Yin Mingzhu com el primer esperit aranya[1]
- Xia Peizhen com el segon esperit aranya
- Wu Wenchao com a Sun Wukong
- Jiang Meikang com Tang Sanzang
- Zhou Hongquan com a Zhu Bajie
- Dan Erchun com a Sha Wujing
- He Rongzhu com l'home de blanc
- Chen Baoqi com a esperit taoista de la flor groga

## Seqüela
La pel·lícula va ser seguida per una seqüela l'any 1930: 續盤絲洞; 续盘丝洞, també dirigida per Dan Duyu i protagonitzada per Yin Mingzhu. La seqüela es creu que és una pel·lícula perduda.